# Segona batalla de Montaigu (1793)

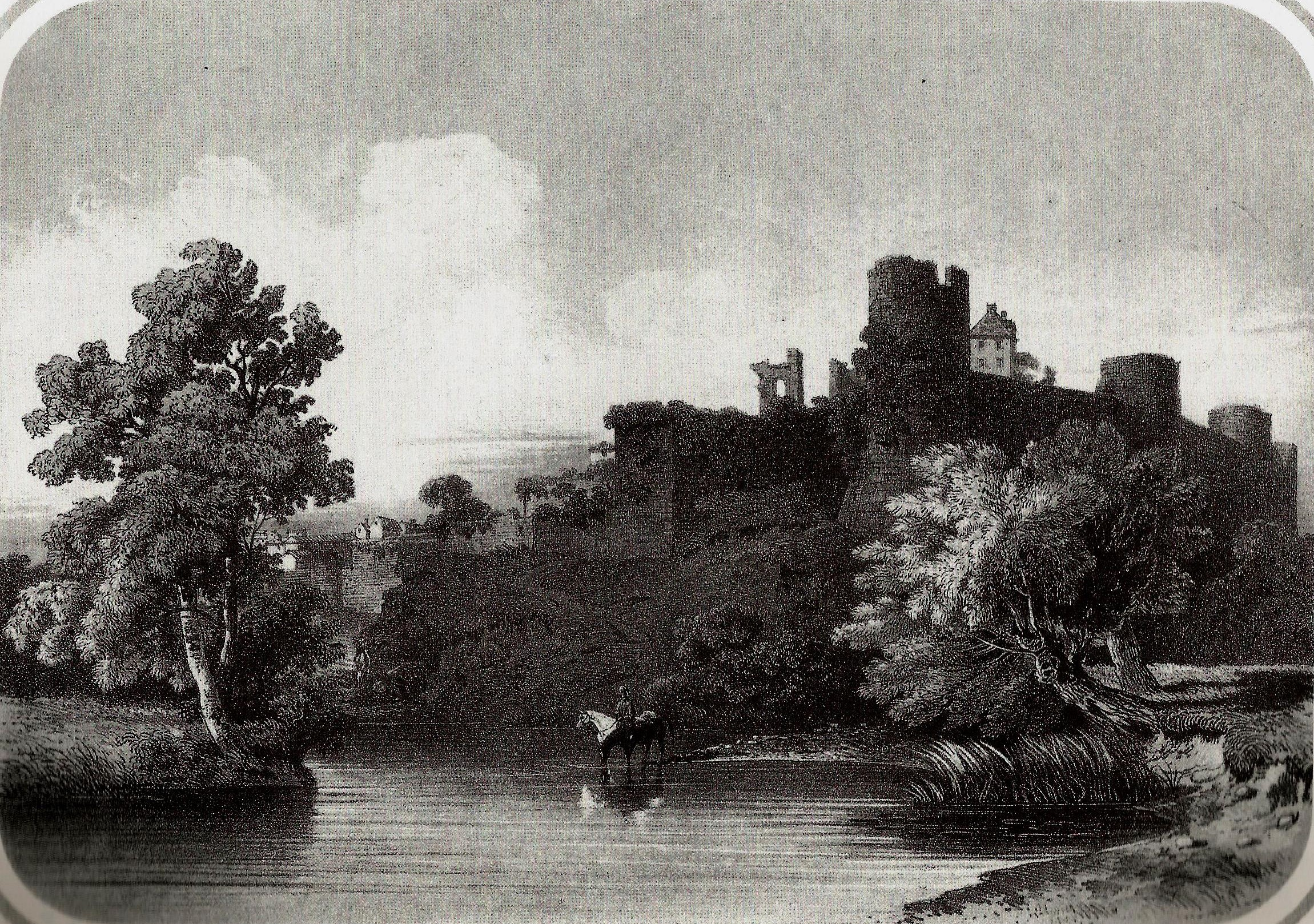
Montaigu vist per Thoma Drake

La Segona batalla de Montaigu va tenir lloc el 21 de setembre de 1793 durant la guerra de Vendée. Acaba amb la victòria dels Vendéans que recuperen la vila de Montaigu als republicans.

## Preludi
Després de la seva victòria a la batalla de Tiffauges, també coneguda com la batalla de Torfou, els Vendéans van decidir immediatament contraatacar. El mateix vespre a Tiffauges es va posar en marxa un pla de batalla pel generalíssim Maurice D'Elbée per evitar que els republicans es retiressin a Nantes. Lescure, Charette, Joly i Savin són els responsables d'atacar la guarnició de Montaigu i després girar cap a Clisson per tal d'apoderar-se del gruix de l'exèrcit de Mainz amb les forces de Bonchamps i Lyrot.
El petit poble de Montaigu fou ocupat aleshores pel general Beysser, que estava al capdavant d'un cos de 7.000 homes de l'Exèrcit de les Costes de Brest. El representant en missió Jean-Baptiste Cavaignac també és al lloc.
El matí del 21 de setembre, a Clisson, el general Canclaux, comandant en cap de les forces de l'Exèrcit de les Costes de Brest i de l'Exèrcit de Magúncia, va enviar l'ordre al general Beysser d'evacuar Montaigu i marxar cap a la ciutat de Boussay per tal d'unir-se a les tropes de Kléber. Tanmateix, Beysser no va executar l'ordre amb tota la velocitat desitjada.

## Procés
El 21 de setembre de 1793, les tropes vendéanes de Lescure, Charette, Joly i Savin es trobaven davant Montaigu. Al matí va esclatar una primera escaramuza entre els republicans i els de Joly, però la lluita va començar realment cap a les dues de la tarda, mentre Beysser i els seus estaven dinant.
Les defenses dels patriotes es van esfondrar molt ràpidament: els llocs avançats van ser assaltats i els Vendéans es van precipitar vers la ciutat. Beysser es mostra incapaç de reunir les seves tropes i posar-les en batalla. La seva artilleria era ineficaç i la seva cavalleria no podia maniobrar. Només els soldats del regiment d'infanteria de línia 79 i 109 van mostrar una certa combativitat i van aconseguir repel·lir per un moment les tropes de Charette. Aleshores el general republicà va donar l'ordre de la retirada, però es va produir en total confusió. Els republicans van abandonar el poble i van ser assetjats a la carretera per franctiradors darrere de les bardisses. Van ser perseguits fins a Remouillé i Aigrefeuille, a 10 quilòmetres de Montaigu, on la nit va posar fi als combats. Tanmateix, només van aturar el seu vol a Sorinières, al sud de Nantes.
Un destacament republicà es va trobar desvinculat de la resta de l'exèrcit i envoltat dins el castell de Montaigu. Tanmateix, el gruix de l'exèrcit de la Vendée es va precipitar a perseguir Beysser pel camí de Nantes i només va deixar enrere les seves forces menys combatives. Els assetjats van aconseguir així fer un gran avenç i arribar a les Sorinières per la carretera de Vieillevigne.

## Pèrdues
No es coneixen les pèrdues. En el seu informe[nota, 1], Beysser, ell mateix ferit per un tret de mosquetó que li va penetrar a la costella, va declarar que no coneixia les seves pèrdues en homes però estimava que havien de ser "considerables" perquè molts soldats estaven dispersos pel camp. A les seves memòries, el general Kléber també esmenta una pèrdua «considerable» per al cos de Beysser. Un soldat republicà anomenat Broussais va escriure en una carta al seu pare el 25 de setembre:
No puc estimar la nostra pèrdua per a vosaltres. Alguns diuen 1.200, d'altres de 15 a 1.800, diversos 2.000. Per mi hem perdut uns 1.500 homes. Ens van pendre 5 peces de canó

El líder de la Vendée, Pierre-Suzanne Lucas de La Championnière va escriure a les seves memòries:
L'enemic va perdre poca gent, però teníem quasi tota l'artilleria.
Un altre líder de la Vendée, Bertrand Poirier de Beauvais, també afirma a les seves memòries[nota, 3] que almenys 500 republicans van ser assassinats en un sol punt del camp de batalla i que no menys de 14 canons van ser recuperats pels reialistes. Així mateix, a les seves memòries, la marquesa Victòria de Donnissan de La Rochejaquelein va escriure que tots els canons i el bagatge de l'exèrcit de Beysser van caure en mans dels Vendéans. Beysser només va admetre la pèrdua de dos canons.

Segons les declaracions de l'11è batalló de París, conegut com la República, el 21 de setembre de 1793 van morir onze homes del batalló a Montaigu, un altre va resultar ferit i un altre desaparegut. També es va desenvolupar posteriorment una polèmica entre autors republicans i autors reialistes sobre els cadàvers de soldats del cos de Beysser, trobats per Kléber quan aquest va recuperar la ciutat el 13 d'octubre. L'any 1794, Kléber escrivia a les seves memòries:
Vam trobar el pou del castell ple de cadàvers dels soldats d'aquest desgraciat cos.

L'any 1795, l'ajudant general republicà Jean Hector Legros va escriure a les seves pròpies memòries:
Aquests són els Rebels, que després d'haver guanyat una gran batalla a Montaigu al borratxo Beysser, van omplir un pou de vuitanta metres de fons amb els nostres soldats vius.

El 1881, l'autor reialista Adolphe de Brem va escriure que 
400 blaus que es van negar a rendir-se a Joly i van intentar escapar a través del nostre poble van ser tots exterminats davant del castell.

A partir d'aquest relat, el republicà Charles-Louis Chassin creu que
per ordre de Joly segons alguns, o de Charette, segons d'altres, els presoners republicans, ferits i vius, foren llençats al pou del castell.

Aquesta hipòtesi fou posteriorment enèrgicament oposada per altres autors reialistes, com l'abat Deniau o René Bittard des Portes. A les seves memòries, el líder de la Vendée Pierre-Suzanne Lucas de La Championnière també dona una versió diferent de la d'Adolphe de Brem sobre la presa del castell, on escriu que el destacament republicà assetjat
va sortir a la llum per escapar...els de la nostra gent que eren a la ciutat estaven disposats a deixar-los passar per desfer-se'n.

L'any 1998, l'historiador Lionel Dumarcet va estimar que
pel que fa als homes trobats al pou, no hi ha res que demostri que van ser torturats abans de ser llençats allà.

## Final
Kléber recupera la ciutat sense lluitar l'1 d'octubre i la posa en estat de defensa. Va escriure a les seves memòries:
Es van enderrocar, tallar o incendiar, parets de tanca, cases, arbres, bardisses, en una paraula: tot allò que podria haver afavorit l'aproximació de l'enemic. Montague ja no era reconeixible; també batallons de la columna de Beysser, arribant-hi temps després, es van veure obligats a admirar les nostres precaucions, mentre lamentaven la seva negligència.